# Самарскит
Самарскит — минерал класса окислов.
Получил название от имени русского горного инженера В. Е. Самарского-Быховца.
Имеет сложный состав, значительно варьирующий, что связано с метамиктностью и различной степенью изменения минерала. В соответствии с различиями состава выделяются разновидности самарскита.
Спайность по (100) (согласно рентгеновской установке) очень несовершенна или отсутствует. Нагревание до состояния свечения и быстрое охлаждение до комнатной температуры приводит к восстановлению кристаллической структуры.
Из самарскита впервые был выделен редкоземельный элемент самарий.